# Хронологија СФРЈ јун 1990.
Хронолошки преглед важнијих догађаја везаних за друштвено-политичка дешавања у Социјалистичкој Федеративној Републици Југославији (СФРЈ), као и општа политичка, друштвена, спортска и културна дешавања која су се догодила у току јуна месеца 1990. године.
| ← мај | ← мај | ← мај | ← мај | ← мај | ← мај | ← мај | ← мај | Хронологија СФРЈ током 1990. | Хронологија СФРЈ током 1990. | Хронологија СФРЈ током 1990. | Хронологија СФРЈ током 1990. | Хронологија СФРЈ током 1990. | Хронологија СФРЈ током 1990. | Хронологија СФРЈ током 1990. | Хронологија СФРЈ током 1990. | Хронологија СФРЈ током 1990. | Хронологија СФРЈ током 1990. | Хронологија СФРЈ током 1990. | Хронологија СФРЈ током 1990. | Хронологија СФРЈ током 1990. | Хронологија СФРЈ током 1990. | Хронологија СФРЈ током 1990. | јул → | јул → | јул → | јул → | јул → | јул → | јул → |
| П     | С     | Н     | П     | У     | С     | Ч     | П     | С                            | Н                            | П                            | У                            | С                            | Ч                            | П                            | С                            | Н                            | П                            | У                            | С                            | Ч                            | П                            | С                            | Н     | П     | У     | С     | Ч     | П     | С     |
| 1     | 2     | 3     | 4     | 5     | 6     | 7     | 8     | 9                            | 10                           | 11                           | 12                           | 13                           | 14                           | 15                           | 16                           | 17                           | 18                           | 19                           | 20                           | 21                           | 22                           | 23                           | 24    | 25    | 26    | 27    | 28    | 29    | 30    |

## Догађаји

### 1. јун
- Народна банка Југославије, у складу са савезним економским реформама издала нову новчаницу, апоена од 50 динара, са ликом дечака (новчаница је била у оптицају, уз мање измене до 1992).

### 3. јун
- У Загребу, на стадиону „Максимир“ одржана пријатељска фудбалска утакмица између репрезентација Југославије и Холандије. Утакмица је завршена победом Холандије са 2:0, а остала је упамћена по звиждању хрватских навијача химни СФРЈ „Хеј, Словени“ и навијању за страни тим.

### 6. јун
- У Книну, Скупштина Општине Книн донела одлуку о покретању иницијативе за формирање регионалне Заједнице општина Сјеверне Далмације и Лике.

### 8. јун
- У Италији, од 8. јуна до 8. јула, одржано XIV светско првенство у фудбалу. Фудбалска репрезентација Југославије, у саставу — Томислав Ивковић, Вујадин Станојковић, Предраг Спасић, Зоран Вулић, Фарук Хаџибегић, Давор Јозић, Драгољуб Брновић, Сафет Сушић, Дарко Панчев, Драган Стојковић, Златко Вујовић, Фахрудин Омеровић, Сречко Катанец, Ален Бокшић, Роберт Просинечки, Рефик Шабанаџовић, Роберт Јарни, Мирсад Баљић, Дејан Савићевић, Давор Шукер, Андреј Панадић, Драгоје Лековић и главни тренер Ивица Осим, пласирала се у четвртфинале и освојила пето место. Прва три места на такмичењу освојиле су репрезентације Немачке, Аргентине и Италије.

### 9. јун
- У Паризу, југословенска тенисерка Моника Селеш, победом над Немицом Штефи Граф освојила „Ролан Гарос“ (Отворено првенство Француске). Ово је била њена прва Гренд слем титула.

### 11. јун
- У Београду умро Васо Чубриловић (1897—1990), историчар, политичар, члан Српске академије наука и уметности, оснивач Балканолошког института и некадашњи члан револуционарне организације „Млада Босна“.

### 13. јун
- У Београду, на Тргу Републике одржан први протестни митинг опозиционих странака (учествовале Демократска странка, Либерална странка, Народна радикална странка, Социјал-демократска партија Југославије и Српски покрет обнове) под називом Србија тражи слободу, на коме је тражено одржавање првих вишестраначких избора (био је ово први опозициони скуп од 1945). Повод за одржавање митинга био је неуспех преговора између представника власти и опозиције. Током протестне шетње, након завршетка митинга, испред зграде Телевизије Београд, у Таковској улици дошло је до сукоба демонстраната и милиције у којем је лакше повређено неколико људи, међу којима и вође опозиције — Драгољуб Мићуновић и Борислав Пекић (повод за одржавање новог опозиционог скупа 27. јуна).

### 17. јун
- У Скопљу формирана Унутрашња македонска револуционарна организација - Демократска партија за македонско национално јединство (ВМРО-ДПМНЕ), националистичка политичка партија која је преузела име од Унутрашње македонске револуционарне организације (ВМРО), националног покрета за ослобођење Македоније из прве половине 20. века. Председник странке био је Љупчо Георгијевски, а странка је званично регистрована тек 5. августа.

### 19. јун
- У Загребу додељене годишње награде „Владимир Назор“, а добитници су били: у области архитектуре и урбанизма — Зденко Сила, за животно дело и Андрија Мутњаковић, за 1990. годину; у области филма — Антун Врдољак, за животно дело и Брано Гамулин, за 1990. годину; у области музике — Томислав Нералић, за животно дело и Зоран Јуранић, за 1990. годину; у области позоришта — Мише Мартиновић, за животно дело и Милко Шпаремблек, за 1990. годину; у области књижевности — Олинко Делороко, за животно дело и Бруно Поповић, за 1990. годину; у области ликовне уметности — Фердинанд Кулмер, за животно дело и Кузма Ковачић, за 1990. годину.

### 25. јун
- Милан Кучан председник Председништва Републике Словеније, изјавио да ће нови Устав, који је био у изради, дефинисати Словенију као „суверену државу“, а не као „федералну јединицу“ (Устав је донет 23. децембра).

### 26. јун
- У римском амфитеатру у Пули, од 26. јуна до 7. јула, одржан XXXVII Фестивал југословенског филма током кога су приказана 24 домаћа филма. Одлуком жирија за најбољи филм проглашен је филм Глуви барут, редитеља Бахрудина Ченгића. Награду Златну арену добили су: Филип Робар Дорин за режију филма Ветар у мрежи, Ференц Деак за сценарио филма Граница, Мирјана Јоковић за главну женску улогу у филму Граница, Бранислав Лечић за главну мушку улогу у филму Глуви барут, Горан Бреговић за музику у филму Глуви барут, Јуре Первање за сниматељски рад у филму Ветар у мрежи, Карпо Година за монтажу у филму Уметни рај, Јанез Кович за сценографију у филму До краја и назад, Руден Албахари за тон у филму Орао и Сњежана Томљеновић за маску у филму Глуви барут. Отварању фестивала присуствовао је Богић Богићевић члан Председништва СФРЈ. Био је ово последњи Фестивал југословенског филма (следеће године због почетка рата није одржан, a 1992. је одржан под називом Фестивал хрватског филма).[1]
- У интервју листу Политика Слободан Милошевић, председник Председништва СР Србије изјавио да је питање граница отворено уколико Југославија постане конфедерација.

### 27. јун
- У Книну делегати сва три већа Скупштине општине Книн, на основу амандмана 43. на Устав СР Хрватске и Статута општине Книн, донели одлуку о оснивању регионалне Заједнице општина Сјеверне Далмације и Лике са средиштем у Книну. Заједница општина обухватала је територију општина Книн, Обровац, Бенковац, Доњи Лапац, Грачац и Титова Кореница, а у одлуци је стајала одредба да јој могу приступити и друге општине ван подручја северне Далмације и Лике (у децембру је Заједница општина претворена у Српску аутонимну област Крајину). На челу Заједнице општина Сјеверне Далмације и Лике налазило се Привремено председништво, а од 25. јула Српско национално вијеће, на челу са Миланом Бабићем.

### 28. јун
- Скупштина СФРЈ, због противљења делегата из Словеније и Србије, поново одложила усвајање Закона о странкама, што је онемогућило расписивање вишестраначких избора за савезни парламент.